# Leon Kantelberg
Leon Kantelberg (Eindhoven, 15 de julho de 1978) é um ex-futebolista neerlandês que atuava como meio-campo e defendia a extinta seleção das Antilhas Neerlandesas.
Também teve um teste com o Valletta FC em junho de 2009. Antes de ingressar no Valletta no teste, jogou nos Países Baixos pelo time do Campeonato Neerlandês VVV-Venlo.
Kantelberg jogou pela Seleção Antilhana de Futebol nas eliminatórias da Copa do Mundo FIFA de 2006 e 2010.